# 越南人民军第325师
越南人民军第325师是越南人民军陆军下属部队，组建于1951年3月越南承天顺化省，是越南独立同盟会最初的六支钢铁师之一。1956年参与镇压琼瑠起义,6000名农民死亡或被被迫迁移。后参与溪生战役、1975年春季攻势、顺化－岘港战役。1979年月中越战争期间前往陆岸县进行机动作战。现隶属于越南人民军第2军，驻扎于北江市。